# وليد خليف (كاتب فلسطيني)
وليد خليف، (مواليد الناصرة عام 1938- 6 أغسطس 2006) هو شاعر ومؤرخ فلسطيني، صدرت له عدة مؤلفات شعرية وأبحاث.

## نشأته
درس وليد المرحلة الابتدائية والثانوية في الناصرة ثم التحق في الجامعة العبرية في القدس. وعمل لاحقًا كمدير للمركز الثقافي في الناصرة.

## أعماله
- رسائل صاحب الكرمل- نجيب نصار 1992
- أوراق من الماضي ورسائل منسية- 1994
- نجيب نصار- شيخ الصحافة الفلسطينية وصاحب جريدة الكرمل- 1995
- مقتطفات من الصحف الفلسطينية- 1995 وصدر له قبل وفاته عدد من الكتب:
- كتاب الناصرة لوحات وحكايات
- مجموعتين شعريتين هما:«الدرب الصامت»، (1970)
- «الأيام المهجورة»، (1972)
- «كفر قاسم في الذاكرة» صدر بالإنجليزية في الولايات المتحدة الأمريكية